# Secció de bàsquet del Futbol Club Barcelona Plantilla 2006-2007
La temporada 2006-2007, la plantilla del primer equip de bàsquet del Futbol Club Barcelona era formada pels següents jugadors:
| - 5 Gianluca Basile (escorta) - 6 Jaka Lakovic (base) - 8 Jordi Trias (aler pivot) - 9 Denis Marconato (pivot) - 10 Roko Leni Ukic (base) - 11 Juan Carlos Navarro (escorta) |  | - 14 Rodrigo de la Fuente (aler) - 19 Fran Vázquez (aler pivot) - 20 Mikhalis Kakiuzis (aler) - 41 Mario Kasun (pivot) - 44 Roger Grimau (escorta) - 16 Albert Moncasi (pivot) |

Entrenador:  Dusko Ivanovic